# Aikoku Maru
Pour les articles homonymes, voir Maru (homonymie).
L'Aikoku Maru (愛国丸) est un croiseur auxiliaire de la Marine impériale japonaise actif durant la Seconde Guerre mondiale. En service à partir de 1941, il est employé pour la guerre de course puis comme ravitailleur de sous-marins et comme navire ravitailleur, avant d'être coulé le 16 février 1944.